# Ca' da Robegan
Ca' da Robegan (Casa Robegan) è un palazzo rinascimentale situato nel centro storico di Treviso, in via Antonio Canova 38, parte del complesso museale di Casa da Noal. Attualmente fa parte del circuito dei Musei Civici Trevigiani, assieme al Museo Bailo (dedicato all'arte moderna) e a Santa Caterina (arte classica e rinascimentale). La sua destinazione museale è di spazio dedicato all'arte contemporanea di fine XIX ed inizio del XX secolo.

## Storia
Il palazzo, costruito nel terzo decennio del XVI secolo (la decorazione pittorica della facciata è datata 1528), appartenne al notaio Costantino Robegan, o Robegani.
Acquisito dall'amministrazione comunale nel 1935 assieme alle adiacenti Ca' da Noal e Casa Karwath e subito restaurato da Mario Botter, l'edificio è ora sede del lapidario dei Musei civici di Treviso. A partire dagli anni Settanta il complesso fu riorganizzato, con apparati espositivi progettati da Carlo Scarpa, per ospitare mostre di arte del Novecento: particolarmente importante.

## Mostre d'arte
I restauri conservativi hanno permesso di ricavare all'interno di Casa Robegan, quattro sale ad uso espositivo. Oltre alla già citata memorabile retrospettiva su Gino Rossi, il palazzo ha ospitato mostre personali di maestri locali (pittori e scultori di area veneta), di artisti di prospettiva nazionale ed alcune manifestazioni a ricorrenza annuale. Tra questi ultimi eventi si segnala la mostra del TCBF (Treviso Comic Book Festival).
Negli ultimi anni ha ospitato alcuni significativi artisti come Sonia Ros (mostra intitolata KAIROS, tra dicembre 2016 e gennaio 2017). Nel biennio 2017-2018 è in cantiere un ciclo di tre esposizioni che raccoglie le esperienze stilistiche e le visioni concettuali di tre grandi artisti del panorama culturale nazionale: Claudio Massini, Omar Galliani e Maurizio Cannavacciuolo.

## Architettura
Come la maggior parte delle case trevigiane, Ca' da Robegan è caratterizzata al piano terra da un portico. Ai due grandi archi su colonne e capitelli quadrangolari in pietra d'Istria corrispondono al primo piano a sinistra una trifora su pilastrini con capitelli a collarino e poggiolo pure in pietra d'Istria, a destra due finestre con davanzali su mensolini e capitelli commessi nel muro. 
Al secondo piano, poco sotto il cornicione sorretto da modiglioni in legno, cinque finestre quadrate in corrispondenza di quelle inferiori ad arco a tutto sesto.
Nella facciata posteriore, impostata secondo una più rigida simmetria, si aprono due archi simili a quelli in via Canova, quattro strette finestre con arco a tutto sesto ed altrettante finestrelle di forma quadrata.

## Affreschi
Due fasce a fogliami tra i quali giocano puttini, in giallo oro su grigio azzurro, una semplice, l'altra interrotta come da finestrelle alle quali si affacciano busti femminili, corrono ciascuna rispettivamente sotto le finestre del primo e del secondo piano. 

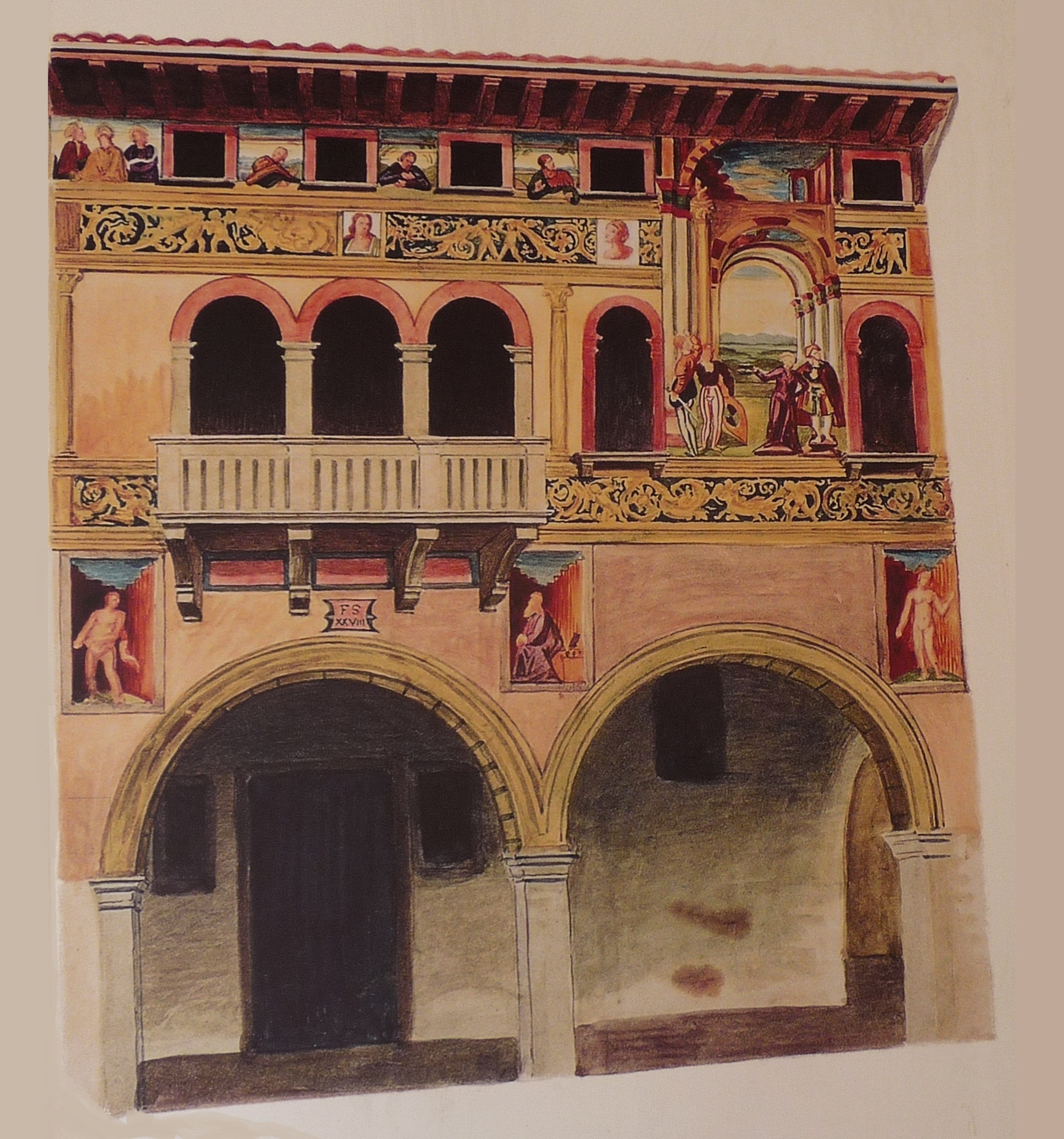
Acquarello di Federico Stummel

Nel centro della facciata, tra le coppie di finestre distanziate, un grande quadro occupa l'altezza dei due piani interrompendo la fascia decorativa superiore: un loggiato in prospettiva, aperto su un paesaggio verdeggiante, è popolato da nobili figure. Una dama con veste violacea avanza seguita da due figure maschili verso due paggi: uno, con giubba giallo oro a maniche rigonfie e calzamaglia a righe bianche e grigie, volge la schiena allo spettatore, l'altro con un giubbetto a vita strettissima, calzamaglia a strisce bianche e rosse, si appoggia ad uno scudo con lo stemma inquadrato di bianco e di nero dei Collalto. A lato e fra le finestre del piano superiore, si affaccia un gruppo, composto da una donna e due giovani con lunga zazzera, e tre figure maschili, che Coletti ipotizza essere filosofi, tutti a mezzo busto.
Sotto il poggiolo la scritta: TEMPORE PENURIAE. BELLI CRUDELISSIMI. PESTILENTIAE ACERBISSIMAE (forse ad indicare, per contrasto alle galanti scene affrescate, che sussiste sempre «...per alcuni - o molti - il problema di sopravvivere e per altri - pochi - quello di impiegare i propri capitali.») e la data 15 XXVIII (1528).
Altre tre figure, dipinte sotto la prima fascia nei riquadri oggi tinteggiati uniformemente di arancione, sono state staccate e sono oggi conservate presso i Musei civici di Treviso.
Il complesso schema della decorazione, così come i dettagli, sono oggi più ardui da apprezzare a causa dell'azione degli agenti atmosferici. Preziosi sono dunque l'acquerello di Federico Stummel (XIX secolo) e l'accurata descrizione di Luigi Coletti.

### Attribuzione
La critica non concorda circa l'identità dell'autore degli affreschi che decorano la facciata del palazzo. Biscaro suppose potesse trattarsi di Paris Bordon o Domenico Capriolo, Cavalcaselle vi riconobbe invece la mano di Pier Maria Pennacchi pur con influenze del Bordon, di Francesco Bissolo e Vincenzo Catena. Luigi Coletti e gran parte della critica successiva pare concordare circa l'attribuzione al Capriolo.